# Henri Lansbury
Henri George Lansbury, (n. 12 octombrie 1990, Enfield) este un fotbalist englez, care în prezent joacă la Aston Villa.

## Cariera
Lansbury a venit la Arsenal în 1999, și a jucat regulat atât pentru echipa sub 18 ani cât și pentru echipa a 2-a a lui Arsenal. A jucat un meci în Cupa Ligii pentru prima echipă a lui Arsenal. S-a aflat pe banca de rezerve în timpul unor meciuri împotriva lui Liverpool FC și Newcastle United în 2007.
Și-a făcut debutul într-un meci de Cupa Ligii, împotriva lui Sheffield United, partidă câștigată de Arsenal cu 3-0, înlocuindu-l pe Theo Walcott în minutul 83. A fost descris de comentatorul sportiv Alan Smith, ca un jucător cu mult potențial.
Pe 1 iulie 2008 a semnat primul său contract de profesionist cu Arsenal.
A ratat a doua jumătate a sezonului 2007-2008 din cauza unei accidentări, dar s-a recuperat la timp pentru amicalele dinaintea începerii sezonului. A jucat pe partea dreaptă în toate aceste meciuri, de 4 ori ca extremă dreapta și o dată că fundaș dreapta. Managerul lui Arsenal, Arsene Wenger, a confirmat de asemenea că Henri va juca în Cupa Angliei în sezonul 2008-2009, alături de Mark Randall, lucru care s-a și întâmplat într-un meci cu Tottenham Hotspur FC. Este împrumutat la mai multe echipe din Anglia, fiind cedat definitiv în 2012 la Nottingham Forest, unde reușește să joace din ce în ce mai bine, primind tricoul cu numărul 10.